# Hautbellain
Hautbellain (en luxemburguès:  Drénkelt; en alemany: Oberbesslingen) és una vila de la comuna de Troisvierges, situada al districte de Diekirch del cantó de Clervaux. Està a uns 62 km de distància de la ciutat de Luxemburg.